# Shop-KIHA
Shop-KIHA（ショップキハ）は、日本の鉄道模型メーカー。主に紙を素材とした鉄道模型用車体キットを製造、販売している。一部には、完成車体も製品化されている。

## 歴史
- 2009年9月26日 - 1セット目のペーパーシートを出荷[1]。
- 2014年4月 - 川口市から現在の横浜市青葉区に移転。
- 2019年9月 - 10周年を迎え、同年10月1日から11月10日まで記念キャンペーンを行った。

## 製品
Shop-KIHAが発売している製品を各種類別に解説する。ただし、車種やスケールによっては選択できない種類もあるため、個々の対応・非対応は 公式ホームページ を参照のこと。

### 完成度別
ペーパーシート
ペーパーシートとは、鉄道模型車輌の展開図が印刷されたA4判、もしくはA5判のアートポスト紙のことである。これを切り抜き、組み立て、塗装を施すと、前面、屋根、床下機器、台車、パンタグラフなどほぼ全ての部分が紙でできた車両を製作することができる。紙にはただ線が印刷されているだけなので、自分で窓を切り抜いたりする必要がある。そのため、少々ケガキ線を書き加えるだけで類似の車輌が簡単に製作できる。また、例え流線形の前面をした車輌であっても、特別な治具などなしで組み立てることができる。
Easy KIT
上記ペーパーシートが半完成状態にまで組み立てられたもの。大きく車体、前面、その他小部品の3パーツに分けて組み立てられており、購入した人がそれらを接着し、塗装を施して完成させる。
組立て済み車体
上記ペーパーシートがほぼ完成状態にまで組み立てられたもの。車体はすでに箱形に組み上げられており、下地もサーフェーサーで整えられているため、購入した人は小部品を取り付け塗装を施すだけでよい。

### 車種別
KIHA
気動車のキット。シリーズ名は「気動車の普通車」を表す形式記号「キハ」より。気動車黎明期から1960年代ぐらいまでの車両が発売されている。店名の通り、Shop-KIHAの主力商品である。
OHA
客車のキット。シリーズ名は「客車の普通車」を表す形式記号「オハ」より。紙で作られるため軽量で、モーターが非力な機関車でも楽にフル編成を牽引することができるという利点がある。
MOHA
電車のキット。シリーズ名は「電車の普通車」を表す形式記号「モハ」より。パンタグラフさえも紙で作ることができる。

### スケール別
1/150
多くの車両が対応。
1/120
一部の車両のみ対応。
1/87
すべての車両が対応。
1/80
すべての標準軌車両が対応。
1/45
一部の車両のみ対応。